# جول ديوف
جول ديوف (بالفرنسية: Jules Diouf) (5 مارس 1992 بنويي-سور-سين في فرنسا - ) هو لاعب كرة قدم فرنسي في مركز الدفاع. لعب مع مافرا ونادي أنغوليم ونادي شباب الريف الحسيمي.

## روابط خارجية
- جول ديوف على موقع قاعدة بيانات كرة القدم.إي يو (الإنجليزية)
- جول ديوف على موقع Soccerway.com (الإنجليزية)